# János Fadrusz

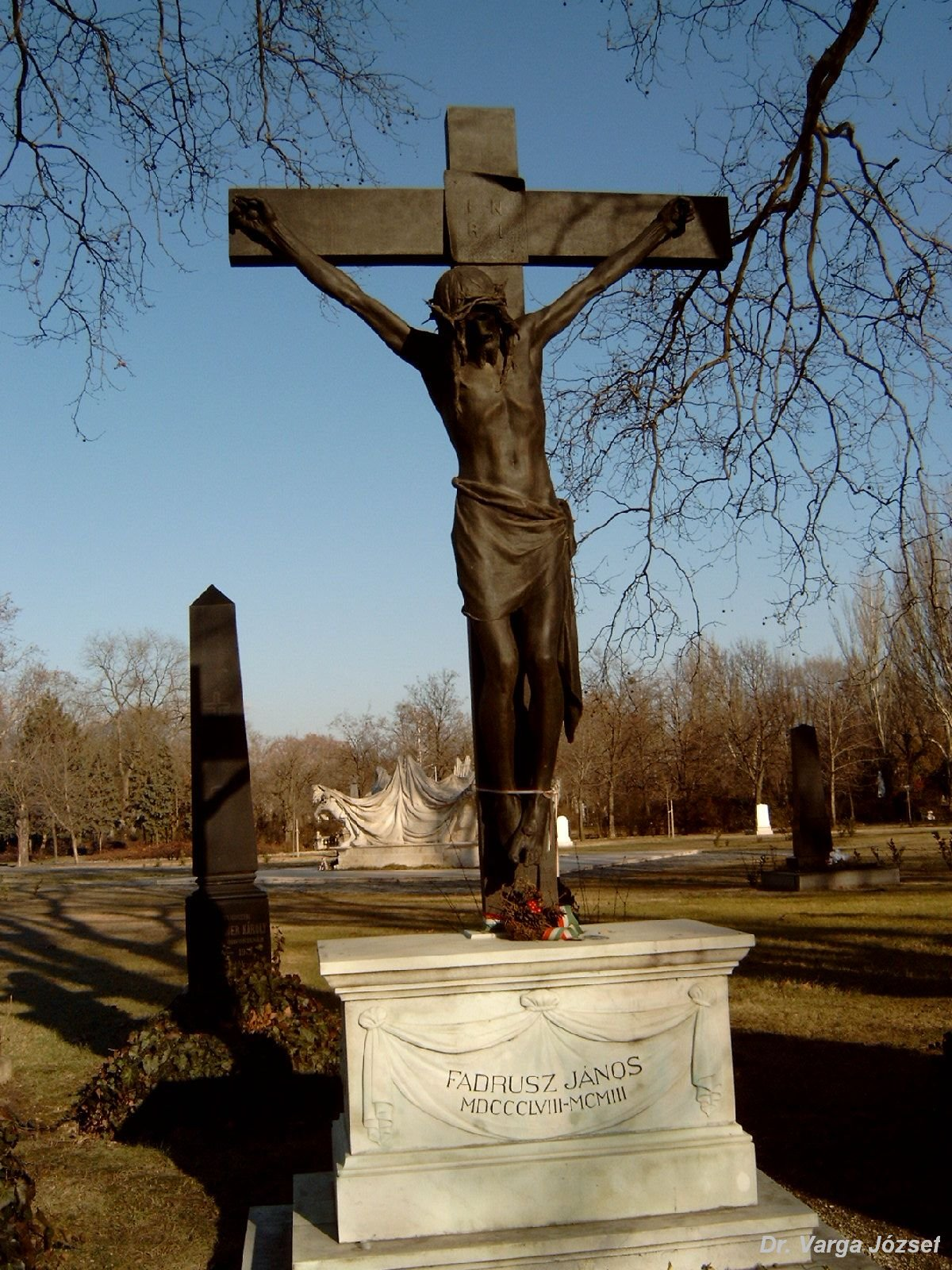
Túmulo de János Fadrusz

János Fadrusz (Pozsony, 1858 — Budapeste, 1903) foi um escultor húngaro.
Ficou conhecido a partir da sua participação na Exposição Universal organizada em Paris em 1900 na qual seriam premiadas as suas duas obras mais importantes:
- Cristo na Cruz (Museu de Szeged)
- Estátua equestre de Matias Corvino (1902) erigida em Kolozsvár.

Algumas das suas obras mantém-se expostas no Museu de Budapeste e no Museu Britânico.